# .gg
.ggは、国別コードトップレベルドメイン（ccTLD）のひとつ。英仏海峡にあるイギリスの王室属領・ガーンジー島に割り当てられている。管理はアイランド・ネットワークス（Island Networks）が行っている。
登録は世界中に開放されており、「Good Game」の頭文字であることからDiscordで使用されている他、eスポーツ関連のサイトで使われることも多い。

## セカンドレベルドメイン
2000年から、ドメイン名は国別コードの下に直接置かれるようになった。しかし、以下のサブドメインについては、現在も登録が可能である。
- .co.gg - 商用／個人ドメイン
- .net.gg - インターネットサービスプロバイダおよび商用
- .org.gg - 組織（地元にある、正当な目的をもつもの）

かつては、以下のようにセカンドレベルドメインも運用されていた。
- .ac.gg - 学術機関のみ
- .gov.gg - ガーンジー島、オルダニー島、サーク島の政府機関
- .sch.gg - 学校